# Sylvan Lake, Alberta
Sylvan Lake är en ort i Kanada.   Den ligger i provinsen Alberta, i den centrala delen av landet, 2 900 km väster om huvudstaden Ottawa. Sylvan Lake ligger 933 meter över havet och antalet invånare är 10 518. Den ligger vid sjön Sylvan Lake.
Terrängen runt Sylvan Lake är platt. Sylvan Lake är det största samhället i trakten.
Trakten runt Sylvan Lake består till största delen av jordbruksmark. Runt Sylvan Lake är det mycket glesbefolkat, med 5 invånare per kvadratkilometer.